# Frontera entre Alemanya i Luxemburg
La frontera entre Alemanya i Luxemburg es la frontera internacional entre Alemanya i Luxemburg, estats membres de la Unió Europea i de l'Espai Schengen. Separa el länder alemany de Renània-Palatinat dels districtes luxemburguesos de Diekirch i Grevenmacher. Segueix el curs del riu Mosel·la a la part meridional, després del seu afluent el Sauer més al nord i finalment del seu subaafluent Our al nord.

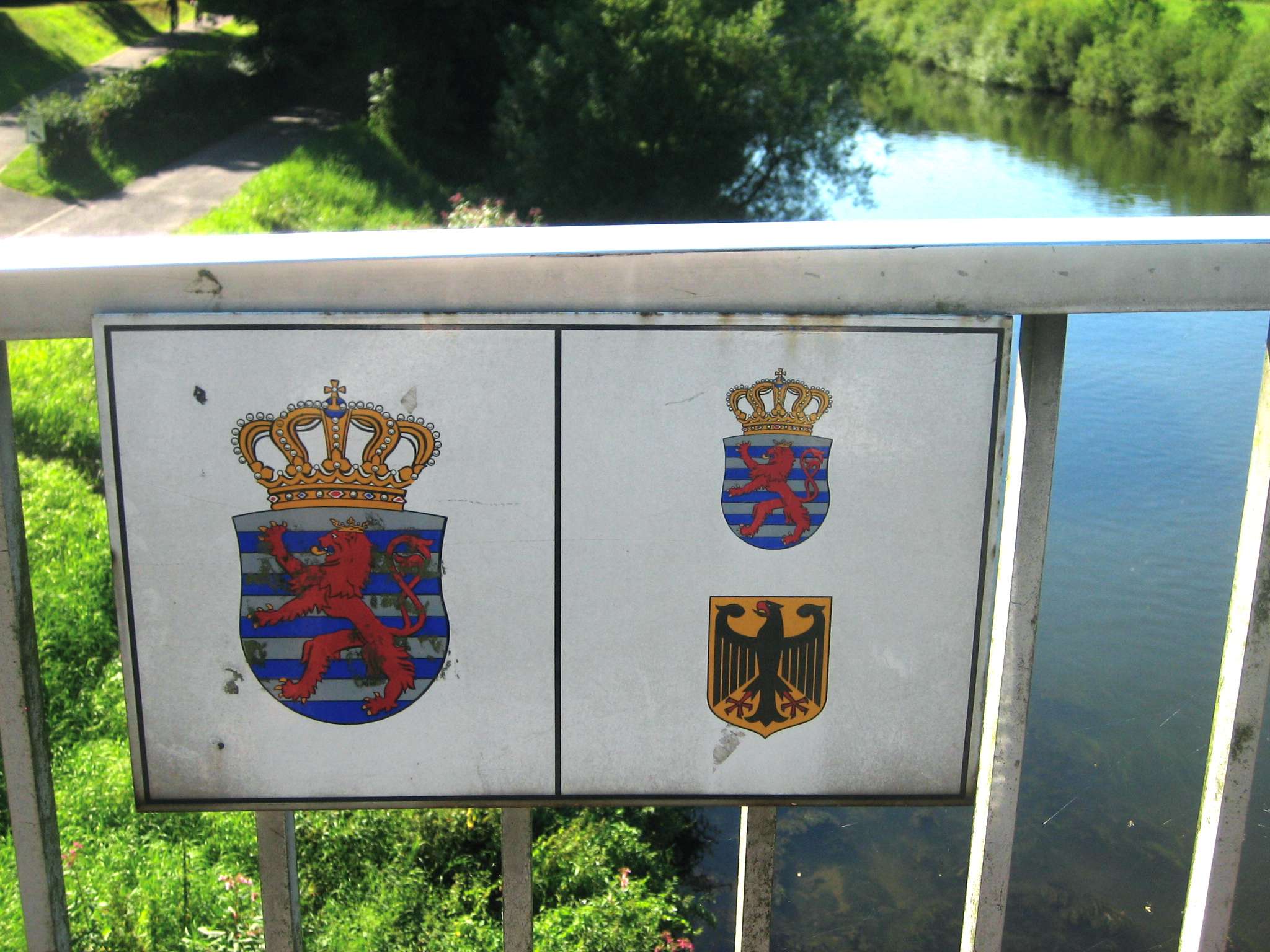
Frontera entre Alemanya i Luxemburg

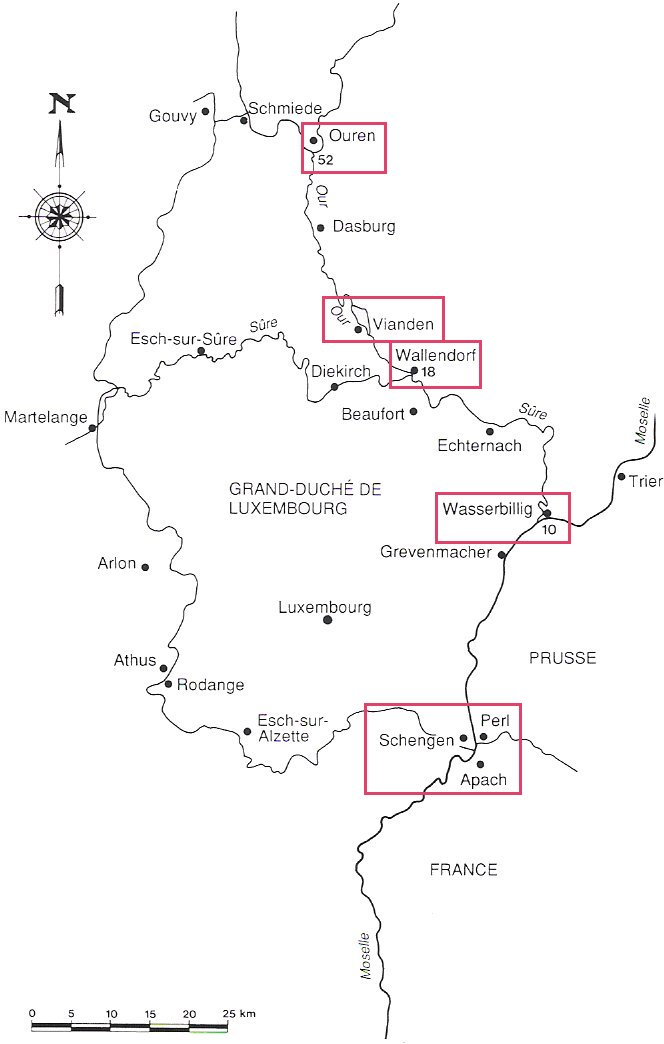
Fites frontereres Alemanya-Luxemburg

## Traçat
|  | La frontera comença al sud als marges del riu Mosel·la prop de Schengen (Gran Ducat de Luxemburg), Perl (Alemanya) i Apach (França) on es va plantar a cada marge un pal amb el número 1. Posteriorment, van ser reemplaçats per fites fronteres de granit. Segueix el curs del Mosel·la per arribar a la confluència amb el Sarre a Wasserbillig amb el pal número 10, després torna a la confluència amb el Our a Wallendorf amb el pal número 18. El riu passa a Vianden al marge esquerre per arribar a la seva confluència a Ribbach, on a cada costat es plantarà e pal número 52. Cal tenir en compte però que les noves fites frontereres no es troben en els mateixos llocs com els antics pals després de la nova frontera amb Bèlgica després de la Primera Guerra Mundial. Les fites (número 52) es col·loquen de manera que la cara marcada amb L (o D) es dirigeix cap al territori luxemburguès o alemany i la cara marcada amb LD (DL) cap al territori comú. El trifini nord es troba actualment en els municipis de Sevenig (Alemanya), Burg-Reuland (Bèlgica) i Clervaux (Luxemburg). |

## Els pals i les fites
|  | Es van plantar un total de 81 pals per marcar la frontera : 20 als marges del Mosel·la (dos a cada marge del riu), 17 al marge del Sauer (8 al marge luxemburguès i 9 al marge prussià). 19 als marges de l'Our (dos al marge luxemburguès i nou al prussià) i 25 per marcar els límits de Vianden sobre el marge prussià de l'Our. En aquest punt, es col·loquen tres pals en dues confluències importants, és a dir, el Mosel·la i el Sauer, el Sauer i l'Our Així que dels 52 números utilitzats, hi ha 25 per marcar el territori al voltant de Vianden, que va des dels números 22 a 46. La delimitació va acabar el 1930 quan el cadastre alemany i luxemburguès col·locaren les fites frontereres de granit amb les lletres L i P ... Dos altres tipus de terminals en aquesta regió que es consideren "terminals intermedis". Un d'ells es de gres amb superfícies quadrades, el nombre de tres dígits i les lletres KW que significa "Königlichen Wald". Aquestes pedres van ser col·locades per l'Administració forestal prussiana i van servir per delimitar el bosc anomenat Kamerwald. L'altre tipus de terminal de gres té números en números romans i completa la delimitació de 1927-1930. |

## El bosc i la humitat
|  | És evident que els pals de fusta, que s'enfronten a un indret més humid, tenien una durada de vida aleatòria i es va considerr la seva substitució per fites de pedra. En 1852 va ser quan es va concloure un acord pel que fa a la substitució dels pals i la verificació de la frontera. A mesura que passava el temps, els pals de fusta defectuosos van ser substituïts per nous de fusta més resistent, excepte al Mosel·la, on van ser substituïts per fites octogonals. |